# Ficus subsagittifolia
Ficus subsagittifolia là một loài thực vật có hoa trong họ Moraceae. Loài này được Mildbr. ex C.C.Berg mô tả khoa học đầu tiên năm 1980.